# ルドルフ・デュールコープ

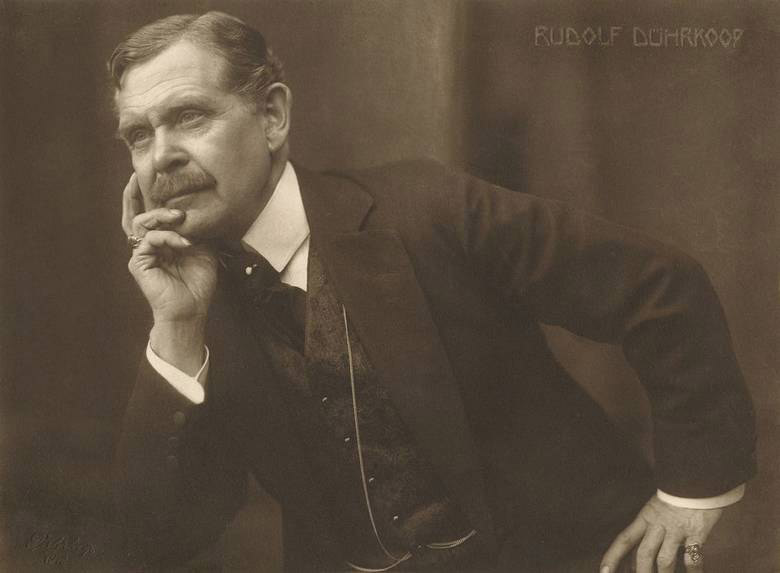
ルドルフ・デュルコープ、セルフ・ポートレイト（1912年）

ルドルフ・ヨハネス・デュルコープ（Rudolf Johannes Dührkoop、1848年8月1日 - 1918年4月3日、ハンブルク生まれ）は、ドイツの肖像写真家であり、ピクトリアリスムの初期の代表的な写真家の一人である。

## 生涯
大工のクリスティアン・フリードリヒ・デュルコープとその妻ヨハンナ・フリードリカ・エミールの子として生まれた。普仏戦争に従軍した後、帰国してマリア・ルイーズ・カロリーネ・マッツェンと結婚した。二人の間にはハンナ・マリア・テレジアとユリー・ヴィルヘルミーネという二人の娘が生まれた。ユリー・ヴィルヘルミーネもミニヤ・ディーツ・デュルコープという名前で写真家になった。彼は最初は鉄道員だったが、その後セールスマンとして働いた。この間に彼は写真に興味を持ち、独学で数年かけてその方法を習得した。1882年にこのテーマに関する最初の専門的な記事を発表。同年、彼は写真家免許を申請し、発行された。6か月後、彼は自分のスタジオを開いた。
最初から彼は肖像写真家として働き、かなり成功した。 1887年、まだ14歳だった娘のジュリー（ミーニャ）がアシスタントとなり、翌年、より大きなスタジオに移った。1890年、アルトナに2つ目のスタジオを開設。ウィーンの写真協会のメンバーにもなり、ベルリンとワイマールの同様のグループにも参加した。
1898年、彼は専門団体で初の展覧会を開催した。彼のポートレートは、小道具や背景のない、被写体の注意がカメラに集中していない、カジュアルなポーズをとったもので、審査員から厳しい批判を受けた。2年後、彼はパリ万国博覧会に参加し、そこで彼の作品はより好意的な評価を受けた。その頃には、彼は屋外で写真を撮り始めていた。ハンブルク商工会議所からの助成金により、ルイジアナ購入博覧会に参加し、全米各地の著名な写真家のスタジオを訪問することができた。
1905年、彼はロンドンの英国王立写真協会の会員に選出された。翌年、彼は2階建てのさらに大きなスタジオをオープンし、ミニヤを法的パートナーとした。これにより、1909年にベルリンで肖像画のワークショップを開くことができた。彼は死ぬまでそこで仕事を続け、展覧会を開催したが、彼の写真スタイルへの関心は徐々に薄れていった。彼の死後、ミニヤがスタジオを引き継ぎ、1929年に亡くなるまでそれを維持した。彼はオールスドルフ墓地に埋葬された。

## 代表的な肖像写真

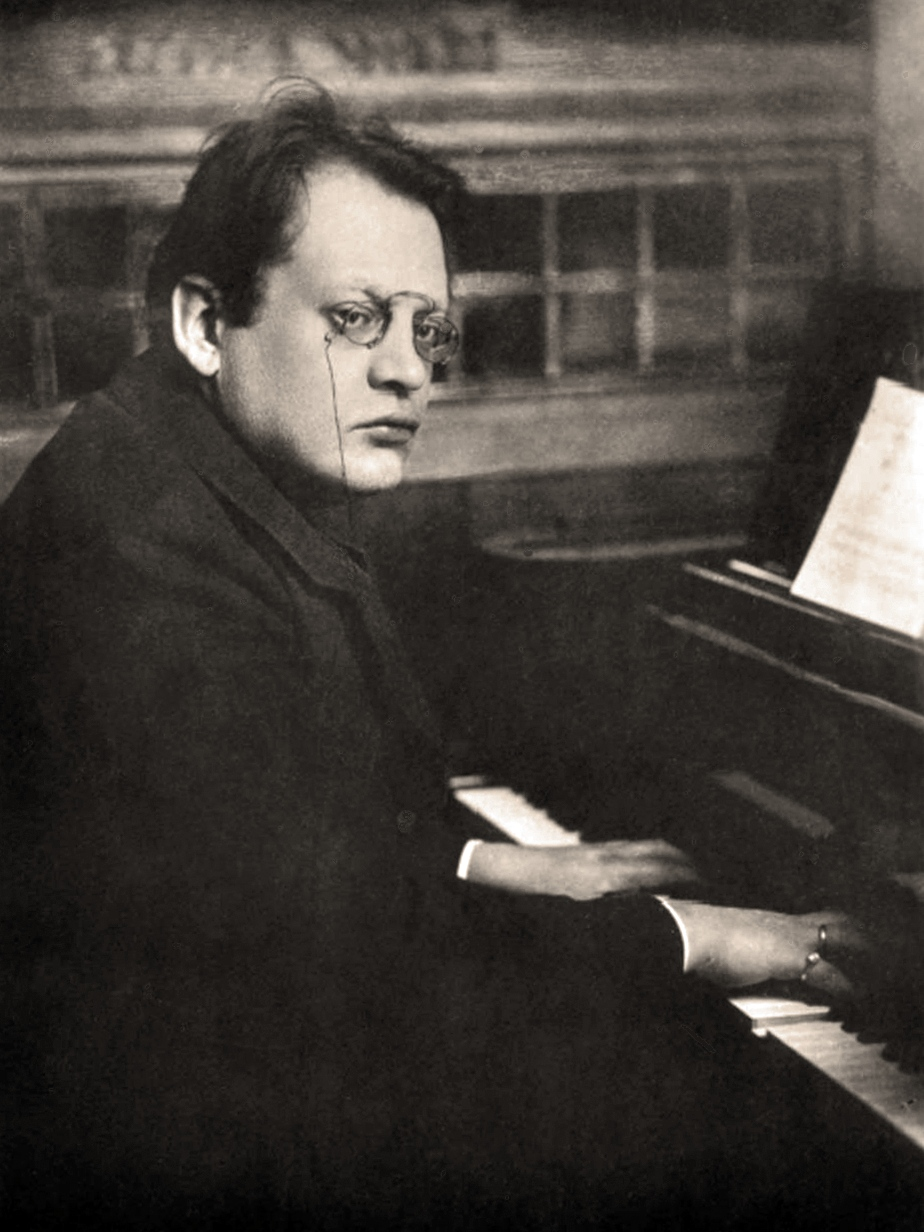
マックス・レーガー
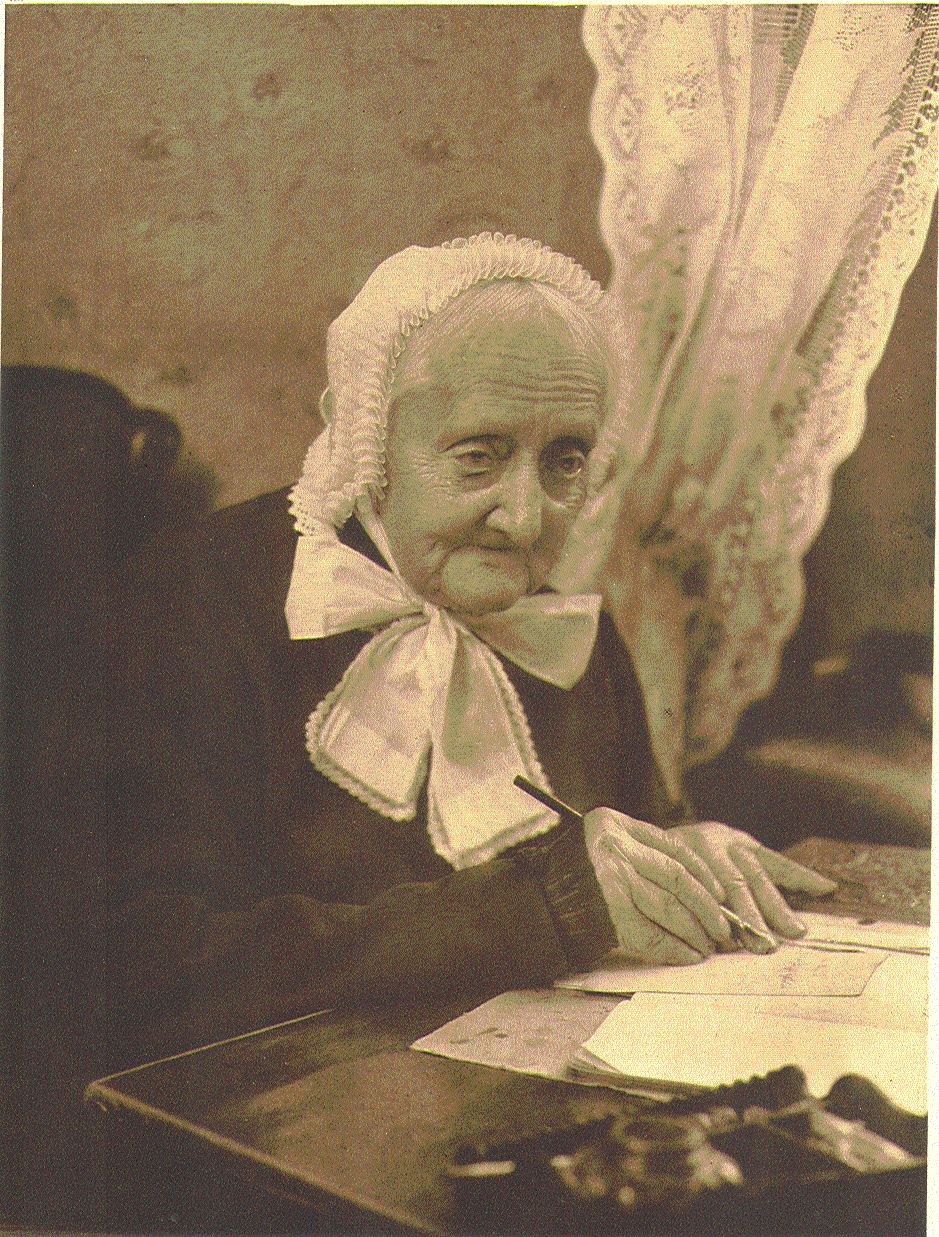
エリーゼ・アヴェルディエック
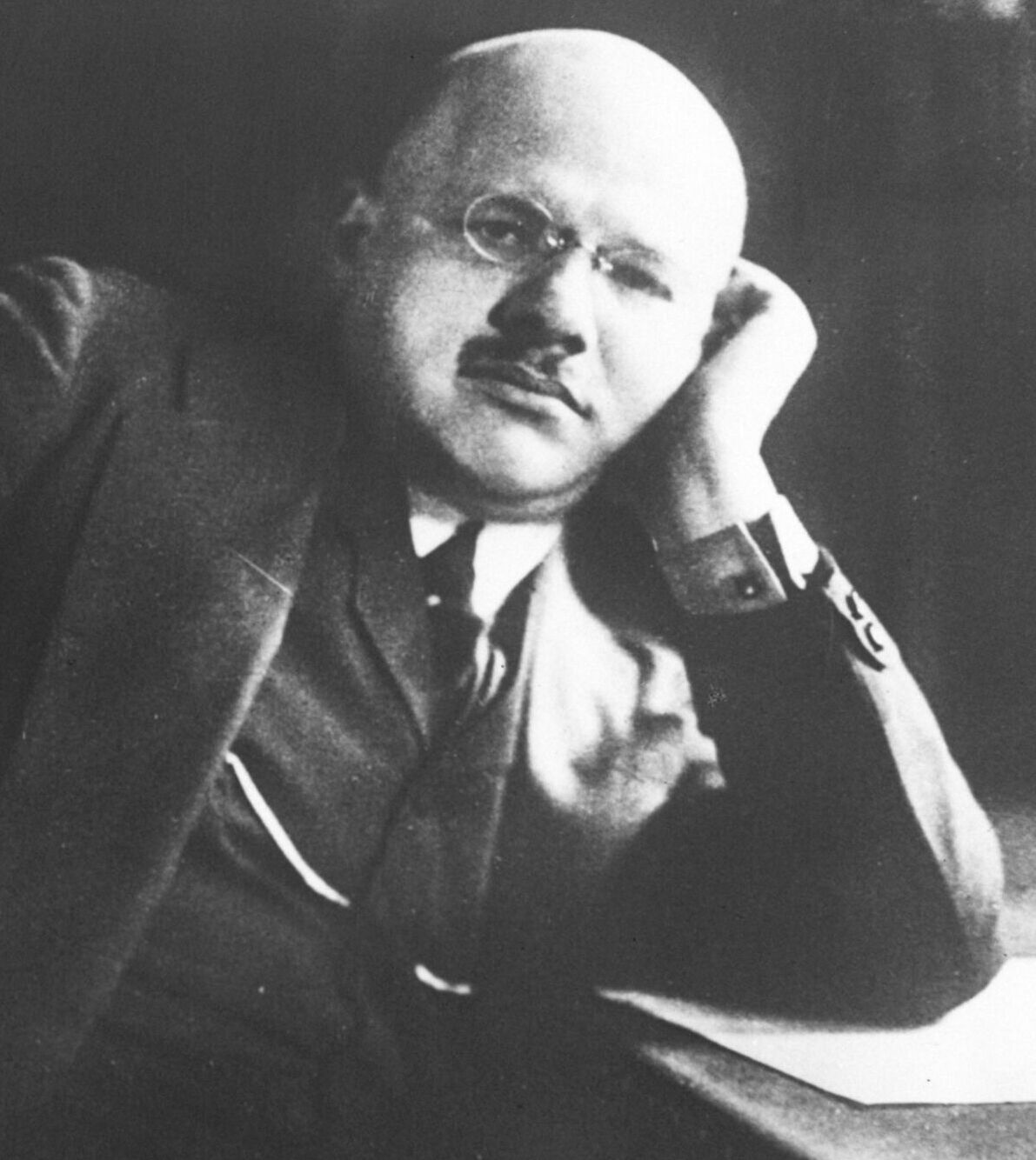
レオ・ファル
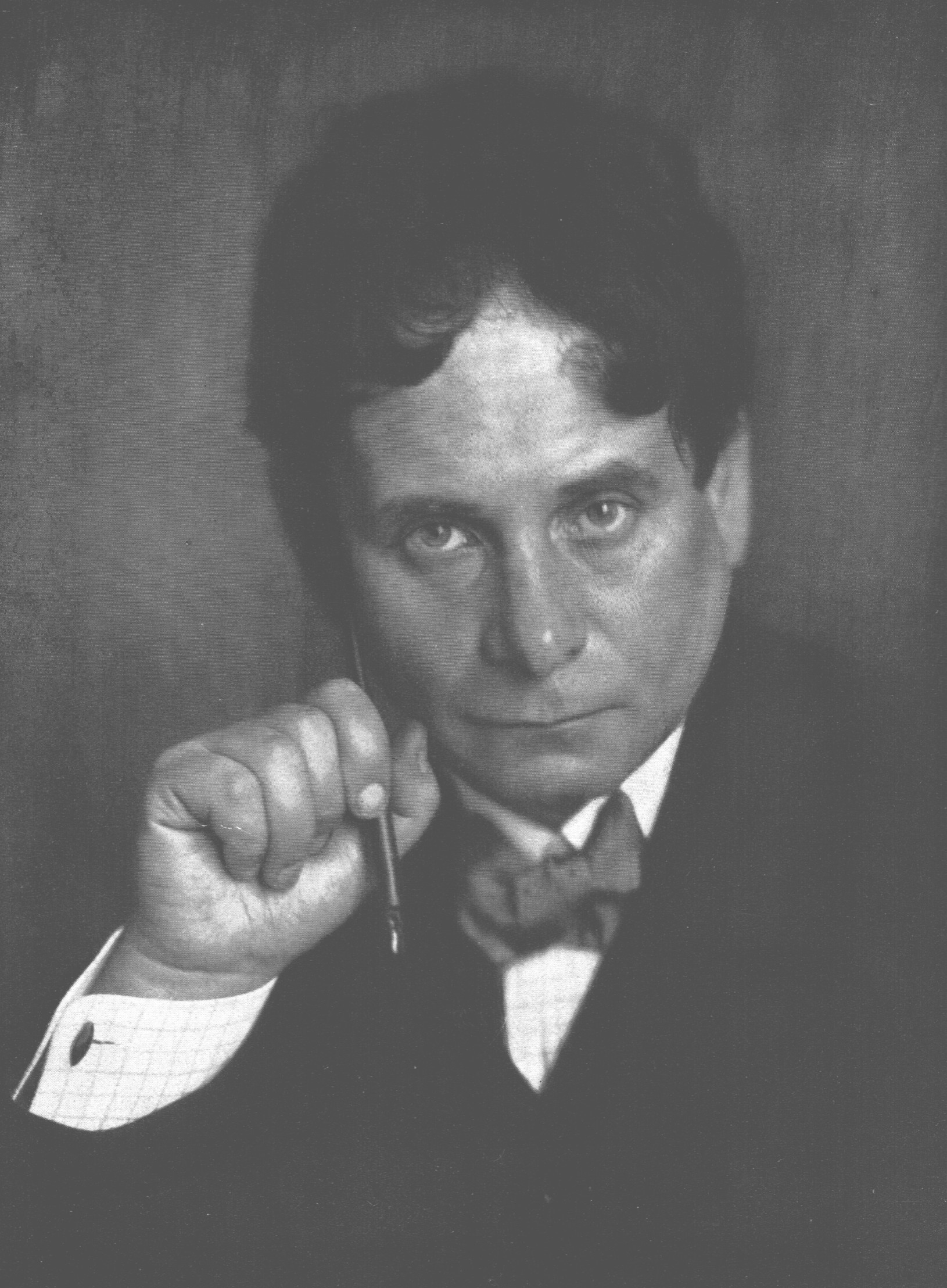
マクシミリアン・ハルデン
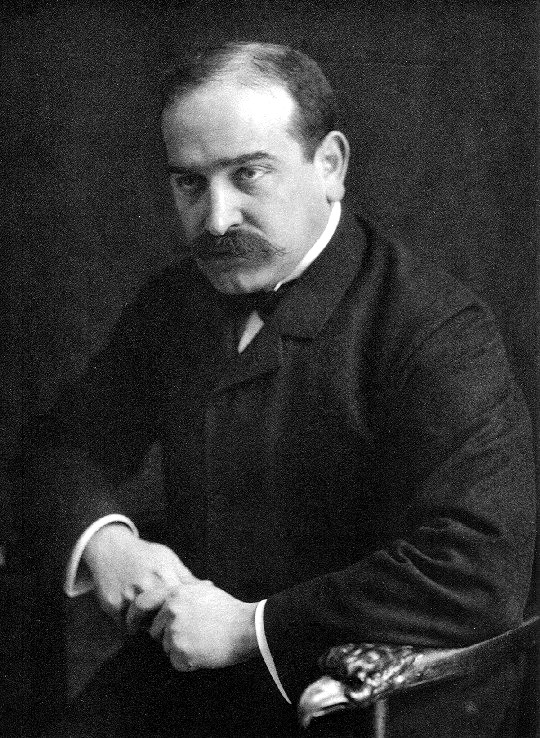
マックス・ヴァールブルク
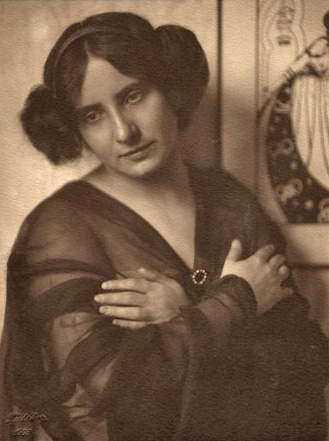
オルガ・マテ
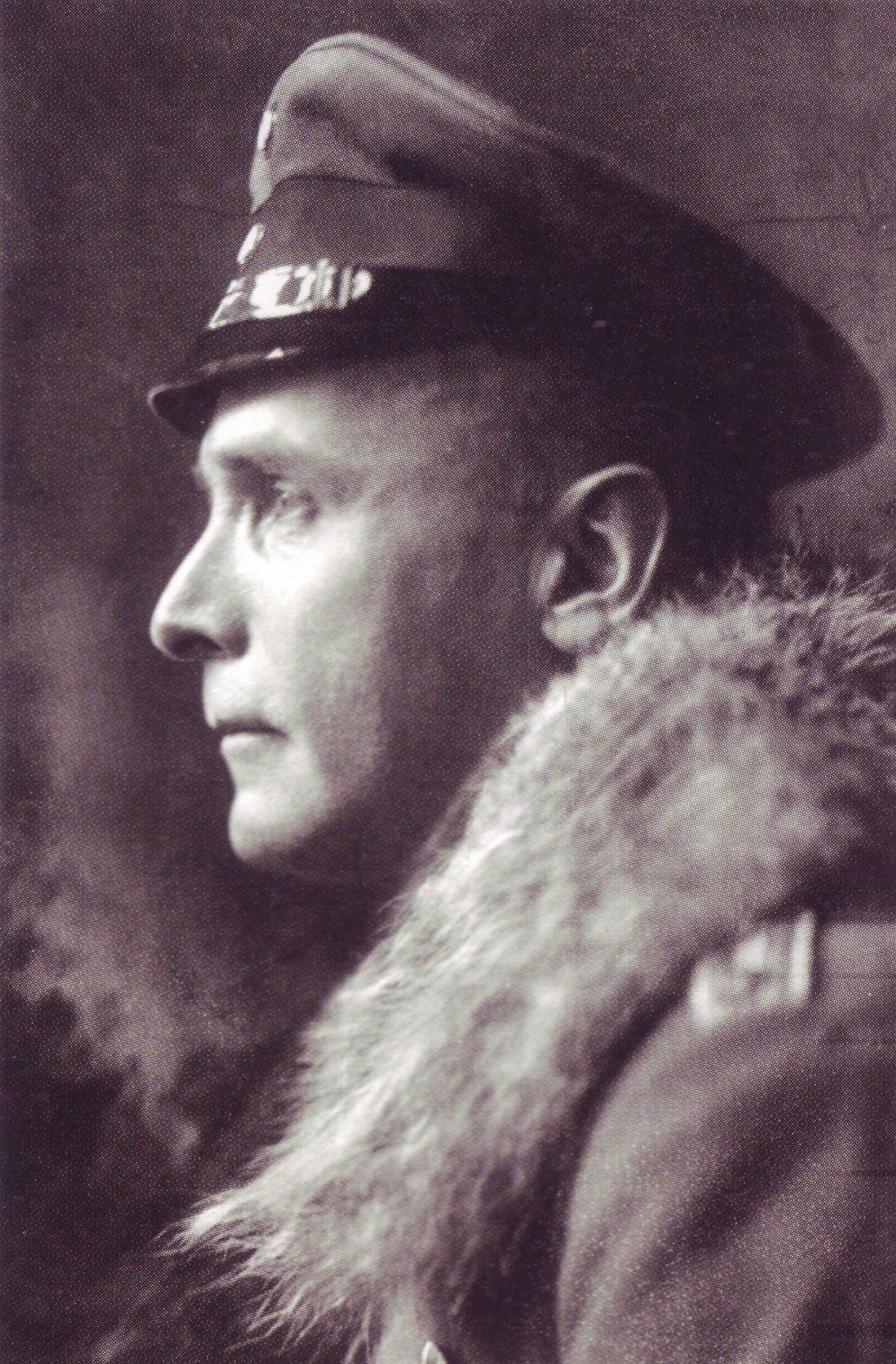
ハリー・フォン・ケスラー